# 会釈
会釈は、えしゃくとあしらいと異なる読み、意味が存在する。

## えしゃく
会釈（えしゃく）とは、軽く挨拶や礼をすること。
日本の天皇皇后が、皇居奉仕団団員などに顔を見せ挨拶する場合にもこのように呼び、特に「ご会釈」と表現する。

### 概念
仏教用語にある「和会通釈（わえつうしゃく）」の略語。会通（えつう）ともいう。仏典の二律背反（相互に自己矛盾する教説）を照合し、矛盾のない解釈を導き出すこと。転じて他者相互の矛盾を解消する意となり、さらに教説を離れて人間相互の融和から「挨拶」の意へと変遷した。

### 方式
日本や中国では主に頭を軽く下げ、一時的に相手の目線を見つめる事なく（こちら側からの敵意の抹消行為）した後、自分側の顔を緩やかに上げるというスタイルがベーシックな形である。これには頭を下げた時点で「こんにちは」といった時候の挨拶を組み込むスタイルも含む。アメリカでは「Hi」「Yo」等の言葉と共に、体を大きく反らすオーバー・アクションな姿が見受けられる。
目下の者がする敬礼に対して、これを受ける目上の者からの答礼に行なわれる。

## あしらい
会釈（あしらい）とは邦楽の用語で、さまざまな意味に用いられる。
- 長唄において自由な形で即興演奏する手法。
- 狂言において囃子事の総称。狂言会釈（きょうげんあしらい）とも呼ぶ。
- 連句において付け心の分類の1つ「七名（しちみょう）」の内の1つ。変化が難しいときなどに、前句の人の容姿や周辺の器材などをもって程よくその場をあしらってゆく方法[3]。
- 相手に適当な対応をすることを「長刀会釈（なぎなたあしらい）」というような成句もある。